# Clifton Cushman
Clifton Cushman, född 2 juni 1938 i Cedarville i Michigan, död 25 september 1966 i Hai Phong i Vietnam, var en amerikansk friidrottare.
Cushman blev olympisk silvermedaljör på 400 meter häck vid sommarspelen 1960 i Rom.